# Ascorhynchus heuresis
Ascorhynchus heuresis là một loài nhện biển trong họ Ascorhynchidae. Loài này thuộc chi Ascorhynchus. Ascorhynchus heuresis được miêu tả khoa học năm 2002 bởi Bamber.